# マーク・アーウィン
マーク・アーウィン（Mark Irwin A.S.C., C.S.C. 1950年8月1日 - ）は、カナダの撮影監督。トロント出身。
ウォータールー大学で政治学を学んだのち、ヨーク大学で撮影技術を学ぶ。
デヴィッド・クローネンバーグ監督の初期作品の撮影を担当して有名となる。
1970年からカナダ撮影監督協会(C.S.C.)の、1992年から全米撮影監督協会(A.S.C.)の会員となっている。

## 主なフィルモグラフィー
- ファイヤーボール Fast Company (1979)
- ザ・ブルード/怒りのメタファー The Brood (1979)
- スキャナーズ Scanners  (1981)
- ヴィデオドローム Videodrome (1982)
- デッドゾーン The Dead Zone (1983)
- スパズムス/蛇霊の恐怖 Spasms (1983)
- プロテクター The Protector (1985)
- 栄光のエンブレム Youngblood (1986)
- ザ・フライ The Fly (1986)
- ハノイ・ヒルトン The Hanoi Hilton (1987)
- アーメン・ホラー・ショー/霊感商法をブッとばせ Pass the Ammo  (1988)
- ブロブ/宇宙からの不明物体 The Blob (1988)
- バット★21 Bat*21 (1988)
- フライトナイト2/バンパイヤの逆襲 Fright Night II (1988)
- ダークエンジェル I Come in Peace (1990)
- クラス・オブ・1999 Class of 1999 (1990)
- ハリウッド・ナイトメア Tales from the Crypt (1990) “My Brother's Keeper”のみ
- ロボコップ2 RoboCop 2 (1990)
- リトルトウキョー殺人課 Showdown in Little Tokyo (1991)
- パッセンジャー57 Passenger 57 (1992)
- 必殺処刑コップ Extreme Justice (1993)
- ジム・キャリーはMr.ダマー Dumb and Dumber (1994)
- D2 マイティ・ダック D2: The Mighty Ducks (1994)
- エルム街の悪夢 ザ・リアルナイトメア Wes Craven's New Nightmare (1994)
- ヴァンパイア・イン・ブルックリン Vampire in Brooklyn (1996)
- スクリーム Scream (1996)
- キングピン/ストライクへの道 Kingpin (1996)
- メリーに首ったけ There's Something About Mary (1998)
- 恋のからさわぎ 10 Things I Hate About You (1999)
- ロード・トリップ Road Trip (2000)
- ふたりの男とひとりの女 Me, Myself & Irene (2000)
- フレディのワイセツな関係 Freddy Got Fingered (2001)
- アメリカン・サマー・ストーリー American Pie 2 (2001)
- バクテリア・ウォーズ Osmosis Jones (2001)
- アダルト♂スクール Old School (2003)
- お坊ちゃまはラッパー志望　Malibu's Most Wanted (2003)
- 最'狂'絶叫計画 Scary Movie 3 (2003)
- リンガー! 替え玉★選手権 The Ringer (2005)
- ビッグママ・ハウス2 Big Momma's House 2 (2006)
- エアポート ユナイテッド93 Flight 93 (2006)
- ライトアップ! イルミネーション大戦争 Deck the Halls (2006)
- シドニー・ホワイトと7人のオタク Sydney White (2007)
- ジェシカ・シンプソンの ワーキング・ブロンド Blonde Ambition (2007)
- 最強絶叫ダンス計画 Dance Flick (2009)
- ふたりのトランジット The Layover (2017)
- ガネーシャ マスター・オブ・ジャングル Junglee (2019)